# Falk Müller
Falk Müller (ur. 18 października 1984 w Poczdamie) – niemiecki wioślarz.

## Osiągnięcia
- Mistrzostwa Świata Juniorów – Troki 2002 – czwórka bez sternika – 5. miejsce[1].
- Mistrzostwa Świata U-23 – Amsterdam 2005 – czwórka bez sternika – 2. miejsce[1].
- Mistrzostwa Świata – Gifu 2005 – czwórka ze sternikiem – 3. miejsce[1].
- Mistrzostwa Świata U-23 – Hazewinkel 2006 – ósemka – 2. miejsce[1].
- Mistrzostwa Europy – Poznań 2007 – dwójka bez sternika – 5. miejsce[1].
- Mistrzostwa Świata – Poznań 2009 – czwórka bez sternika – 7. miejsce[1].